# Чайки (Бучанський район)
Чайки́ — село в Україні, в Бучанському районі Київської області. Населення близько 12 тисяч (2017 р.). Входить до складу Борщагівської сільської громади.

## Розташування

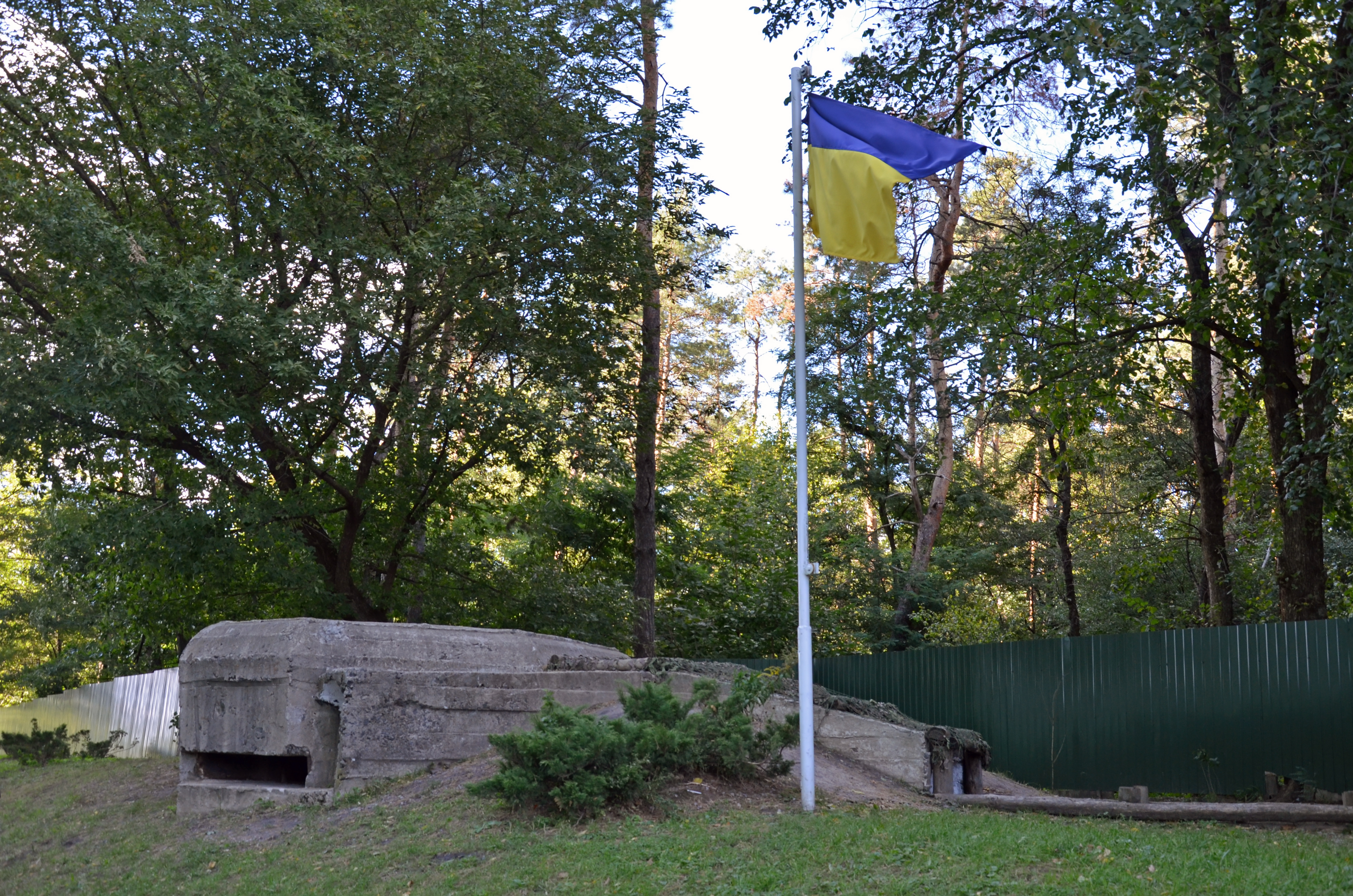
Дот № 420, село Чайки

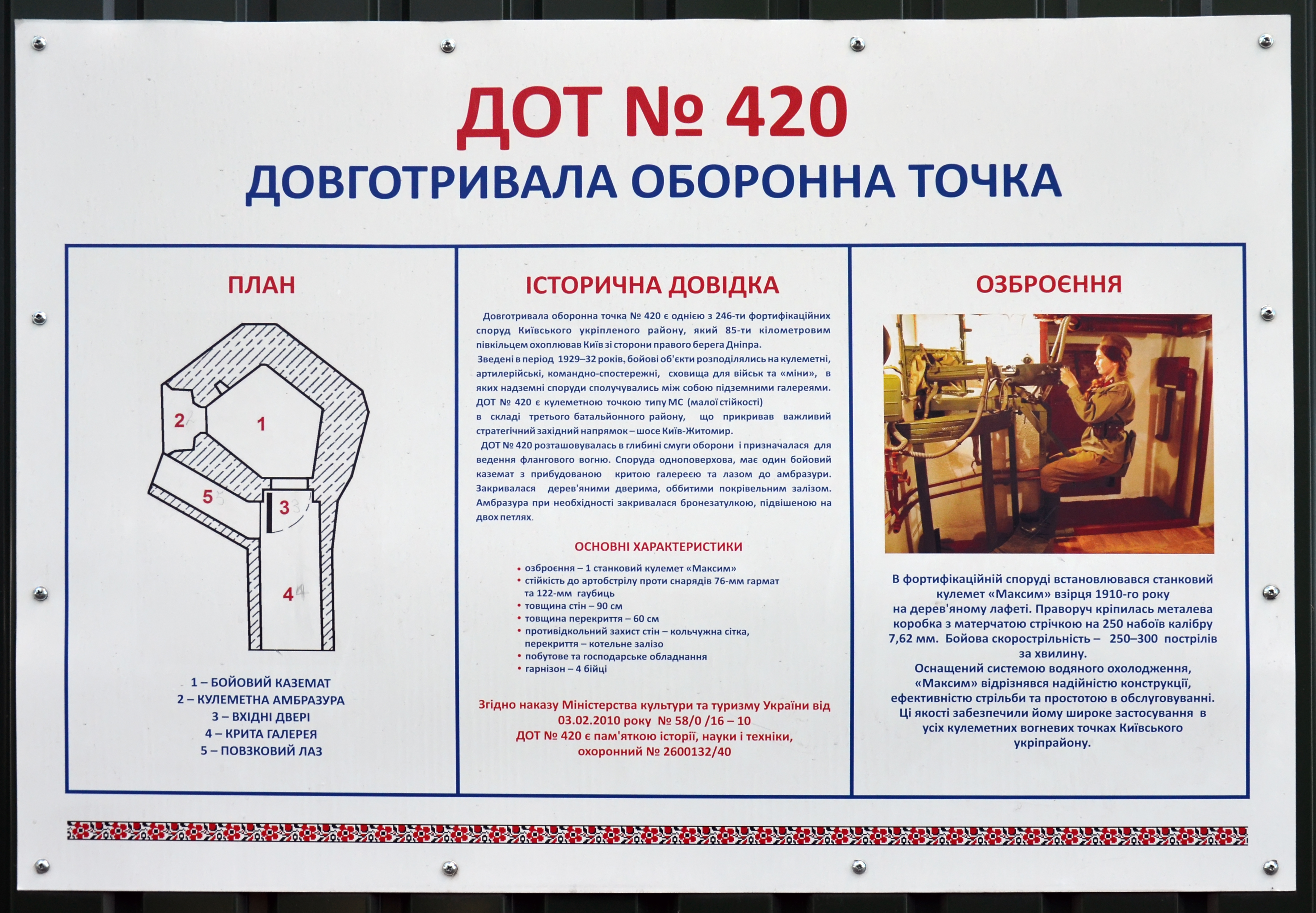
Дот № 420, село Чайки, історична довідка

Село межує на півночі й заході з Києвом, на сході — з селом Петропавлівська Борщагівка. Входить до складу Борщагівської сільської громади.

## Новітня історія

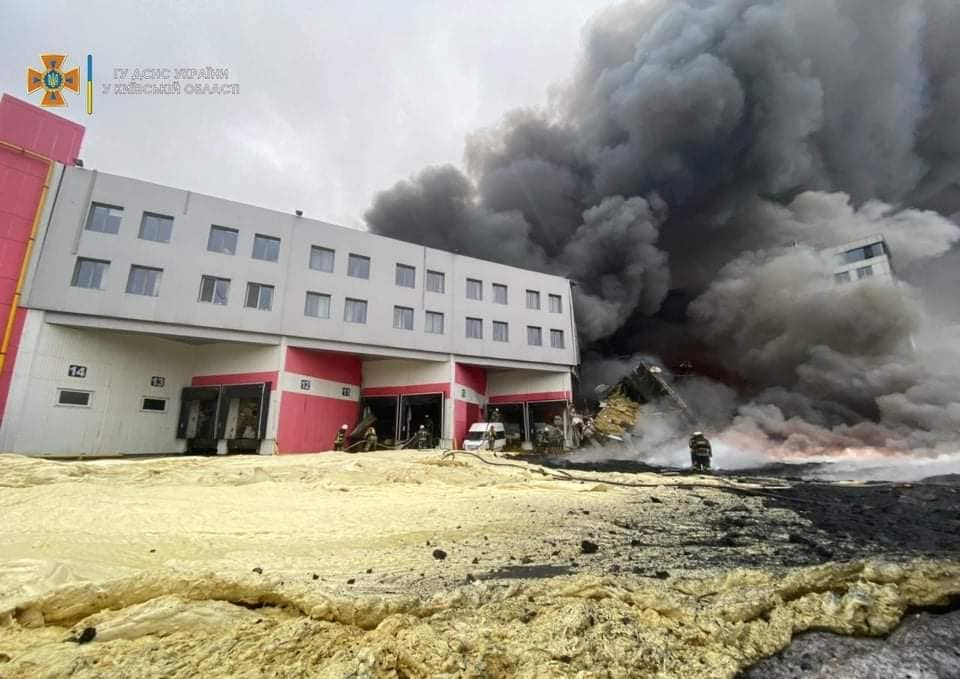
Наслідки російського вторгнення, 3 березня 2022

3 березня 2022 року російські окупанти скидають авіаційні бомби; вибух стався на гоночному трекові.

## Житлові мікрорайони
Село складається з кількох дачних масивів, кількох малоповерхових будинків періоду СРСР. Також на території села знаходяться багатоповерхові житлові комплекси: «Чайка» (вул. Лобановського), «Брест-Литовський» (вул. Печерська), житловий масив «Західний» (вул. Коцюбинського), а також житловий комплекс малоповерхової забудови «Сонцтаун» (вул. Печерська 24-28).

## Населення

### Мова
Розподіл населення за рідною мовою за даними перепису 2001 року:
| Мова       | Кількість | Відсоток |
| ---------- | --------- | -------- |
| українська | 357       | 99.17%   |
| російська  | 3         | 0.83%    |
| Усього     | 360       | 100%     |

## Транспорт
Транспортне сполучення з м. Києвом:
1. автобусний маршрут № 37 "Станція метро «Святошин» — Ж/М «Західний»;
2. автобусний маршрут № 37-А "Станція метро «Святошин» — спорткомплекс «Чайка» (повз ЖК «Брест-Литовський»);
3. маршрутне таксі № 744 "с. Софіївська Борщагівка — м. Київ (Кільцева дорога) — с. Петропавлівська Борщагівка — с. Чайки, Ж/М «Західний» (повз ЖК «Брест-Литовський»);
4. маршрутне таксі № 743 "Станція метро «Нивки» — с. Петропавлівська Борщагівка — ЖК «Сонцтаун» (с. Чайки, вул. Печерська 26).

## Інфраструктура
У селі Чайки розташований широковідомий спорткомплекс «Чайка» (подивитися на Wikimapia), який суміщає в собі аеродром, автодром і стадіон.
- Аеродром «Чайка». Має трав'яне покриття. Використовується легкомоторними літаками (наприклад, АН-2 «Кукурудзяник»), вертольотами, для стрибків з парашута, а також для недальніх польотів.
- Автодром «Чайка» — досить популярний серед любителів автоспорту і просто автоаматорів. Суміщає в собі велике і мале кола, мототрек, коло для картингу. На автодромі часто проводяться різні тест-драйви автомобілів, автошоу, спортивні автоперегони. На території автодрому працює школа водійської майстерності.
- На стадіоні комплексу «Чайка» проводяться фестивалі open-air (на відкритому повітрі). Найбільш відомі: Чайкафест [Архівовано 16 лютого 2010 у Wayback Machine.], Global Gathering, ProRock та інші. На території спорткомплексу є готель з однойменною назвою «Чайка» [Архівовано 16 липня 2019 у Wayback Machine.].
- У селі розташовані різноманітні торгові, побутові, розважальні, навчальні та медичні заклади.

## Установи
- Дитячий дошкільний заклад «Чайка» (комунальний).
- Дитячий садок «Золота казка» (приватний).
- Європейська школа «Михаїл» (приватна)
- Кримськотатарський культурний центр «Birlik»[4]. У центрі також діє мечеть.
- Кримськотатарська школа[5].
- На межі села та міста Києва розташований Київський геріатричний пансіонат.
- Митний пост"Західний"[6].
- Супермаркет «NOVUS»[7].
- Стоматологічна поліклініка «МАДЕСТ [Архівовано 27 жовтня 2021 у Wayback Machine.]»[8].
- Поштове відділення «Укрпошти»[9].
- Чайківське відділення національної поліції[10].

## Відомі люди
- У селі проживала український політик Валентина Семенюк. Тут її знайшли застреленою у кінці серпня 2014 року.
- На автодромі в селі Чайки 17 вересня 2014 року розбився український футболіст Андрій Гусін.
- У селі проживав загиблий учасник бойових дій Ярош Артур Володимирович.